# 레반트두더지
레반트두더지(Talpa levantis)는 두더지과에 속하는 포유류의 일종이다. 불가리아와 러시아 그리고 터키에서 발견된다.